# Josepha Hofer

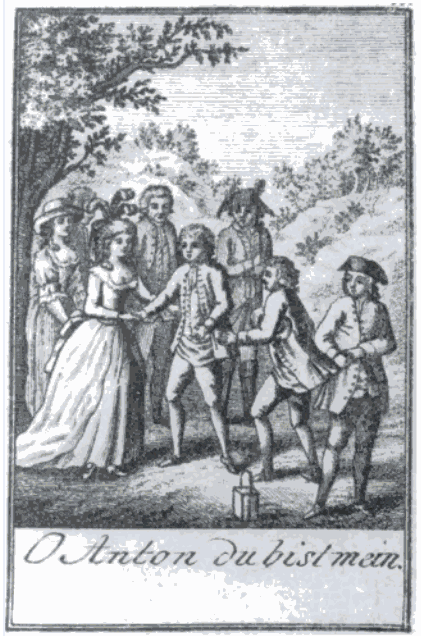
Josepha Hofer vorne links, Hände haltend mit dem Tenor Benedikt Schack sowie weiteren Protagonisten des Wiedner Theaters in Schikaneders Singspiel Die Zween Anton (in der Nummer „O Anton du bist mein“).

Maria Josepha Hofer, geb. Weber, in zweiter Ehe Mayer (* um 1758 in Zell im Wiesental bei Lörrach; † 29. Dezember 1819 in Wien), war eine deutsche Opernsängerin (Sopran).

## Leben
Sie war eine Schwägerin von Wolfgang Amadeus Mozart und die erste Interpretin der Königin der Nacht in Mozarts Singspiel Die Zauberflöte (1791) sowie in deren Fortsetzung Der Zauberflöte zweyter Theil. Das Labyrinth (1798) von Schikaneder/Winter im Wiedner Theater. In dieser Rolle trat sie noch bis 1801 auf.
Josepha war die älteste Tochter von Franz Fridolin Weber. Ihre Schwestern waren Aloisia, Constanze (Mozarts Ehefrau) und Sophie. Der Komponist Carl Maria von Weber war der Sohn von Fridolin Webers Halbbruder.
Josepha wuchs überwiegend in Mannheim auf. Später kam sie mit ihrer Familie, welche der Gesangskarriere der begabtesten Schwester Aloisia folgte, nach München und Wien, wo sie in zahlreichen Sopranrollen auftrat, darunter auch in der Titelpartie von Paul Wranitzkys Oberon (1789).
Josepha war zweimal verheiratet. Ihr erster Ehemann war der Geiger Franz de Paula Hofer (1755–1796), den sie am 21. Juli 1788  im Stephansdom heiratete. Hofer war Violinist am Kaiserlichen Hof und am Stephansdom. Ihre zweite Ehe schloss sie am 23. Dezember 1797 mit dem Sänger und Regisseur Sebastian Mayer (1773–1835), der nach Franz Xaver Gerl die Rolle des Sarastro in beiden Teilen der Zauberflöte sowie 1805 den Pizarro bei Uraufführung von Beethovens Leonore sang.
Josepha Mayer trat 1805 von der Bühne ab und wohnte mit ihrem Mann zuletzt auf der Laimgrube Nr. 22, wo sie 1819 am „Schlagfluß“ (Schlaganfall) starb.